# Słone paluszki

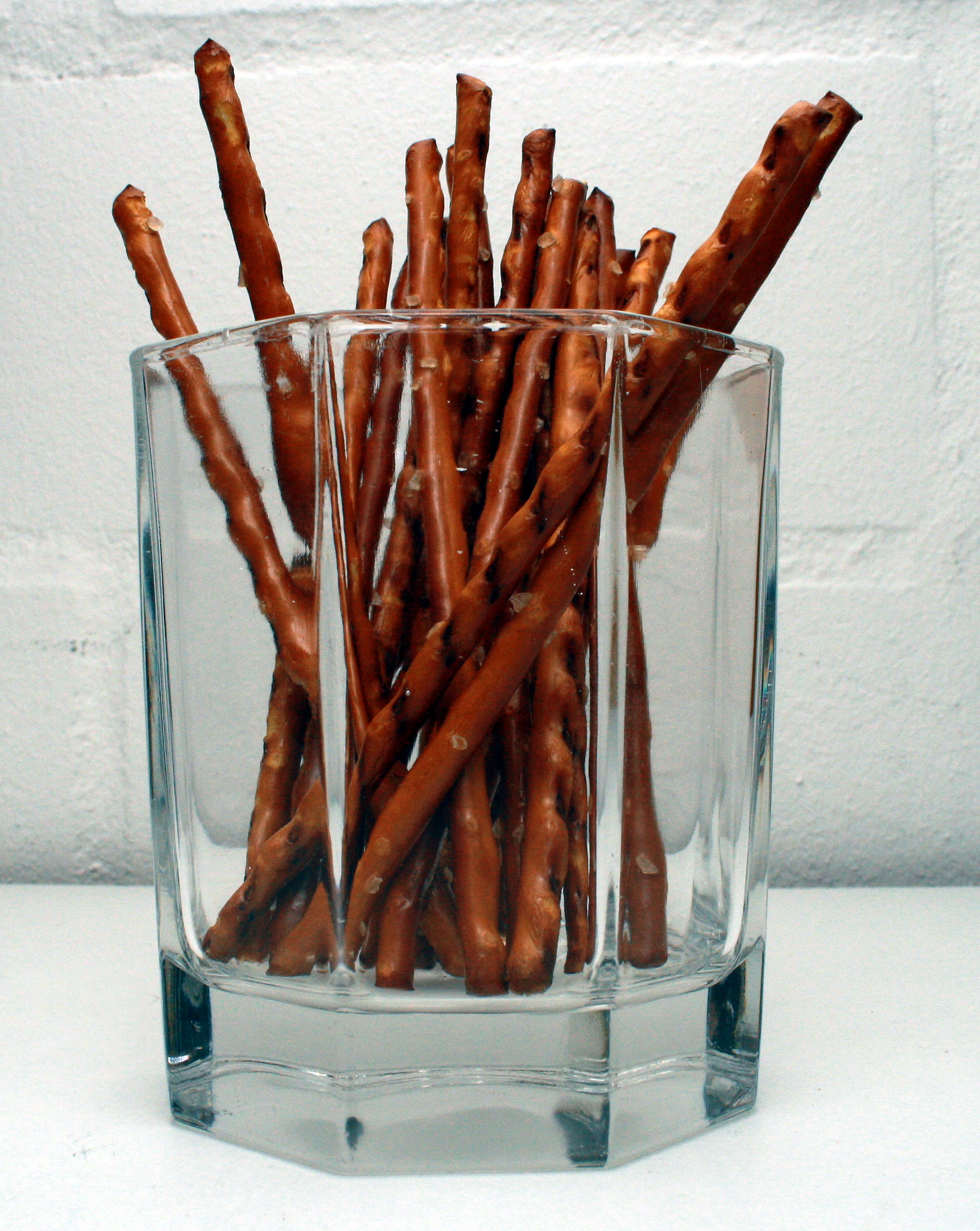
Słone paluszki

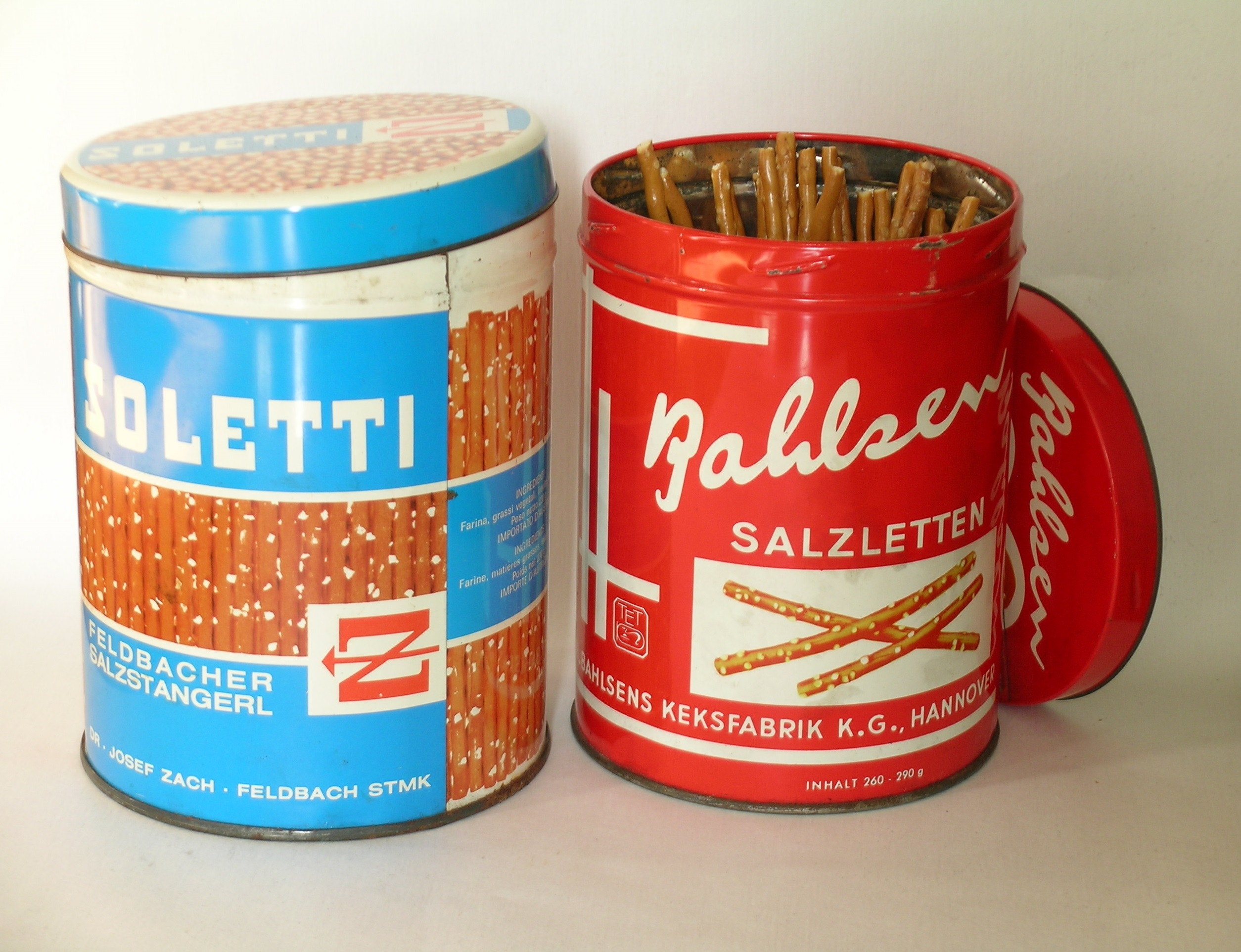
Paluszki słone Soletti i Bahlsen

Słone paluszki – słona przekąska w postaci długich, cienkich paluszków z ciasta drożdżowego, posypanych solą i upieczonych na jasnobrązowy kolor. Są często spożywane do wina i piwa.

## Historia
Niemieckie przedsiębiorstwo Lorenz Bahlsen wprowadziło (wówczas pod firmą Bahlsen) słone paluszki na rynek europejski pod marką Salzlettes w 1935 roku. Założyciel firmy Klaus Bahlsen miał przywieźć przepis na nie z jednej ze swoich podróży do USA.
Austriackie przedsiębiorstwo United Snacks of Kelly z kolei twierdzi, że przejęte przez nią wcześniej austriackie przedsiębiorstwo piekarskie Bäckerei Zach z Feldbach w Styrii niezależnie stworzyło przepis na słone paluszki w 1949 roku. Właściciel przedsiębiorstwa Joseph Zach miał poszukiwać metody automatyzacji wytwarzania słonych precelków, które były jednym z produktów przedsiębiorstwa. Ponieważ najtrudniejszą procedurą, wymagającą pracy ręcznej, było zaplatanie cienkich wałeczków ciasta w charakterystyczny kształt precelków, zdecydował się produkować je w postaci prostych patyczków, aby ten etap wyeliminować. Powstałe słone paluszki otrzymały nazwę handlową Soletti, która z czasem, po wielkim sukcesie, stała się marką wszystkich produktów przedsiębiorstwa, a dziś jest używana przez United Snacks of Kelly.

## Proces produkcyjny
Procedura zautomatyzowanej produkcji słonych paluszków Bahlsen na taśmie produkcyjnej o ruchu ciągłym jest następująca.
Surowcami do produkcji paluszków są:
- mąka pszenna
- drożdże piekarnicze
- słód
- sól kuchenna
- tłuszcz roślinny
- woda
- wodorotlenek sodu

Z tych surowców (z wyjątkiem wodorotlenku sodu) wyrabiane jest w automatycznych mieszarkach i walcach ciasto drożdżowe. Następnie jest ono wyciskane przez niewielkie dziurki na znajdującą się w ciągłym ruchu taśmę produkcyjną z cienkiej metalowej siatki, na której układa się ono w bardzo liczne, równoległe, ciągłe wałeczki zbliżone grubością do paluszków, które mają powstać. Następnie taśma przechodzi przez kąpiel w ługu sodowym, który na tym etapie zwilża dodatkowo powierzchnię ciasta, a dzięki podwyższeniu pH tworzy korzystne warunki dla reakcji Maillarda, która później nada przy pieczeniu paluszkom błyszczącą powierzchnię, brązowy kolor i silny smak. Następnym krokiem jest krojenie wałeczków na odcinki pożądanej długości. Po pocięciu przesuwają się one automatycznie na kolejną taśmę z siatki o trochę większej prędkości przesuwu, co powoduje rozsunięcie paluszków odciętych z tego samego wałeczka od siebie. W kolejnym kroku są one posypywane grubą solą, która przylepia się do zwilżonej ługiem powierzchni ciasta. Jej nadwyżka przelatuje na wylot przez otwory siatki i po wyłapaniu poniżej jest ponownie kierowana do urządzenia posypującego. W końcu paluszki wraz z taśmą przechodzą przez piec piekarniczy o temperaturze 400 °C. Po jego opuszczeniu i ochłodzeniu są konfekcjonowane w opakowania handlowe.
Wydajność powyższego systemu może osiągać 1 milion paluszków na godzinę.

## Skład i wartości odżywcze
100 g paluszków dostarcza 347 kcal, zawiera 76 g węglowodanów, 9,7 g tłuszczu, 9 g wody, 0,7 mg niacyny, 0,01 mg witaminy B1, 0,04 mg witaminy B2, 0,4 mg witaminy E, 147 mg wapnia, 0,7 mg żelaza, 124 mg potasu, 1,79 g sodu i 130 mg fosforu. Paluszki nie zawierają cholesterolu, magnezu, witamin A, B6 ani C.

## Spożycie
Paluszki zazwyczaj mają około 4 mm średnicy i długość od 10 do 15 cm. Są drobną przekąską, często spożywaną jako dodatek do piwa bądź wina.